# Mixtlán
Mixtlán es una localidad del estado mexicano de Jalisco. Es parte del municipio de Mixtlán.

## Toponimia
El nombre «Mixtlán» proviene de los términos en náhuatl: mixtli, nube; tlan, lugar de abundancia. Su significado es «Lugar donde abundan las nubes».

## Demografía
| Gráfica de evolución demográfica |
|                                  |

| Censo | Población |
| ----- | --------- |
| 1900  | 987       |
| 1910  | 1 279     |
| 1921  |           |
| 1930  | 1 630     |
| 1940  | 1 495     |
| 1950  | 1 413     |
| 1960  | 1 649     |
| 1970  | 1 790     |
| 1980  | 1 566     |
| 1990  | 1 657     |
| 2000  | 1 621     |
| 2010  | 1 538     |
| 2020  | 1 710     |